# Mucientes
Mucientes ist ein nordspanischer Ort und eine Gemeinde (municipio) mit 691 Einwohnern (Stand: 2024) in der Provinz Valladolid in der Autonomen Region Kastilien-León; die Gemeinde gehört zum Weinbaugebiet „Cigales D. O.“.

## Lage
Der Ort Mucientes liegt nahe der Autovía A-62 in einer Höhe von ca. 775 m. Die Entfernung zur südlich gelegenen Provinzhauptstadt Valladolid beträgt nur knapp 13 km (Fahrtstrecke). Das Klima im Winter ist rau, im Sommer dagegen trocken und warm; der eher spärliche Regen (ca. 435 mm/Jahr) fällt überwiegend im Winterhalbjahr.

## Bevölkerungsentwicklung
| Jahr      | 1857  | 1900  | 1950  | 2000 | 2017 |
| Einwohner | 1.446 | 1.375 | 1.234 | 617  | 681  |

Wegen der Mechanisierung der Landwirtschaft und der Aufgabe bäuerlicher Kleinbetriebe wanderten viele Arbeitskräfte und deren Familien in der zweiten Hälfte des 20. Jahrhunderts in die größeren Städte ab (Landflucht); wegen der relativen Nähe zur Großstadt Valladolid ist die Bevölkerung der Gemeinde in den letzten Jahrzehnten wieder leicht angewachsen.

## Wirtschaft
Das Umland von Mucientes war und ist in hohem Maße landwirtschaftlich geprägt, wobei die Viehzucht traditionell eine weniger wichtige Rolle spielte; der Ort bot die notwendigen regionalen Dienstleistungen in den Bereichen Handwerk und Handel. Im 19. Jahrhundert wurde der Canal de Castilla östlich am Gemeindegebiet vorbei geführt. Mucientes ist Teil des kleinen Weinbaugebiets „Cigales“; der Tourismus spielt nur eine untergeordnete Rolle.

## Geschichte
Um 400 v. Chr. war die Gegend von der keltischen Volksgruppe der Vaccäer besiedelt. Im 2. Jahrhundert v. Chr. brachten die Römer weite Teile der Iberischen Halbinsel unter ihre Kontrolle; sie brachten überdies die Kunst des Weinbaus mit. Im 5. Jahrhundert n. Chr. kamen die Vandalen, die jedoch von den Westgoten nach Nordafrika abgedrängt wurden. Im 8. Jahrhundert drangen arabisch-maurische Heere bis weit in den Norden vor, konnten jedoch die Gebiete nördlich des Kantabrischen Gebirges (Baskenland, Kantabrien, Asturien, Galicien) nicht erobern. Bereits im 10. und 11. Jahrhundert wurden sie von christlichen Heeren nach Süden abgedrängt (reconquista), wobei das ca. 25 km südlich von Mucientes gelegene Tal des Duero lange Zeit die jeweiligen Einflusssphären voneinander abgrenzte. In einer Urkunde des Jahres 1114 ist erstmals der Ortsname Muz-nentis dokumentiert. Im Juli des Jahres 1506 machten Johanna I. von Kastilien und ihr gerade erst angetrauter Gemahl Philipp von Österreich in der Burg von Mucientes Station; er plante, seine Frau von der Ständeversammlung (Cortes) für geisteskrank erklären zu lassen, was diese jedoch zurückwies. Zwei Monate später starb er in Burgos an einem Fieber.

## Sehenswürdigkeiten

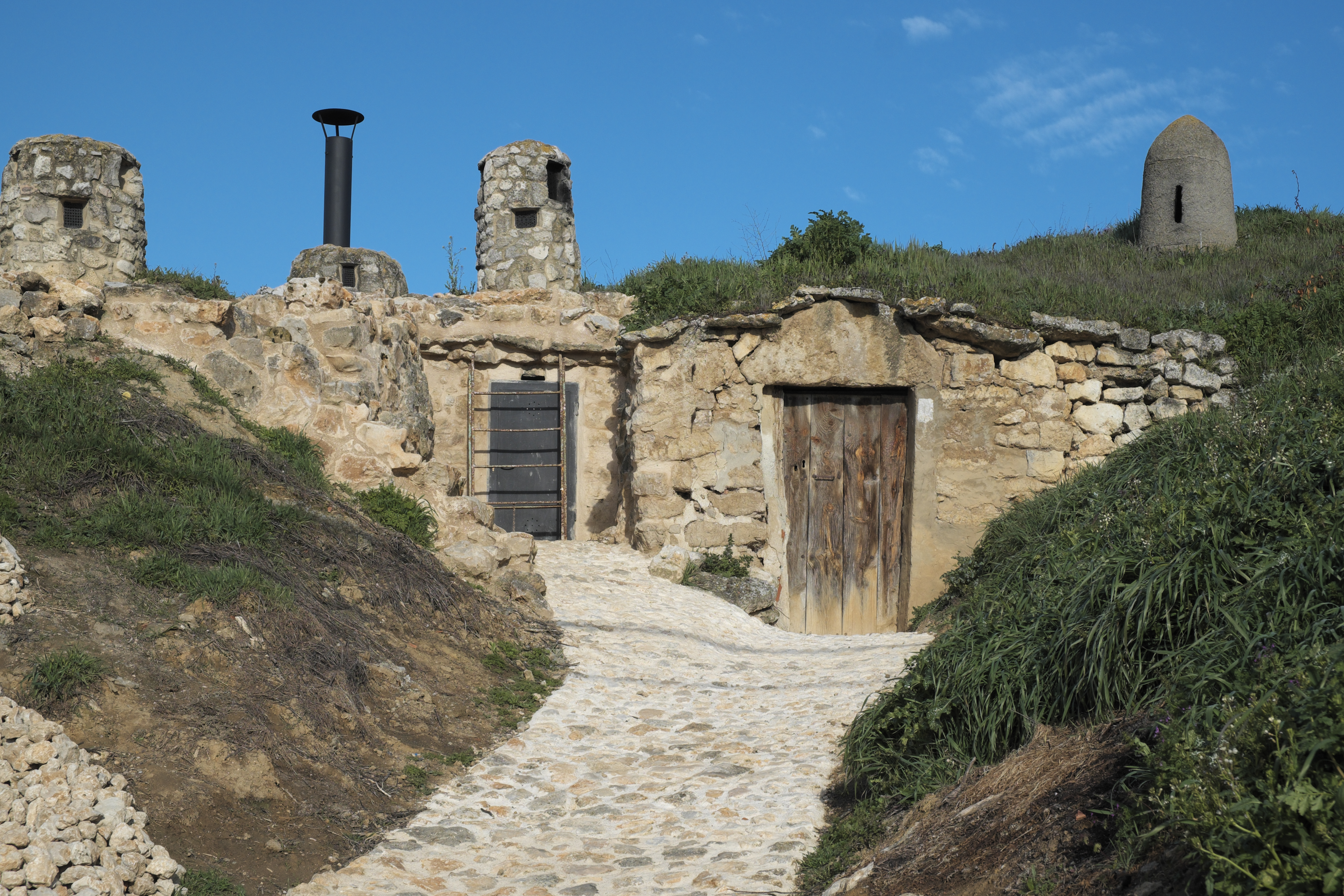
Mucientes – Bodegas

- Von der im Jahr 1275 erstmals erwähnten mittelalterlichen Burg (castillo), hier (palacio) genannt, sind nur noch Grundmauern erhalten. Bis in die 1930er Jahre stand noch ein Teil des Bergfrieds (torre del homenaje) aufrecht.
- Die anstelle einer abgerissenen romanischen Kirche im 16. Jahrhundert in gotischem Stil aus exakt behauenen Steinen errichtete Iglesia de San Pedro Apóstol ist nur einschiffig, verfügt aber über ein Querhaus. Der über dem nördlichen Querhausarm errichtete Glockenturm (campanario) gehört zu einer zweiten Bauphase und zeigt bereits eindeutige, aber schmucklose  Renaissanceformen.[4]

außerhalb
- Die im 17. Jahrhundert erbaute barocke Ermita de Nuestra Señora de la Vega steht etwa 1 km südöstlich des Ortes und verfügt über einen imposanten Glockengiebel (espadaña).[5]
- Am Ortsrand befinden sich zahlreiche in das mit Steinen durchsetzte Erdreich eingegrabene Kellergewölbe (bodegas) zur Lagerung von Wein und Lebensmitteln. Einige sind zu besichtigen.